# Fórmula de Cauchy–Binet
En álgebra lineal, la fórmula de Cauchy–Binet, nombrada por Augustin Louis Cauchy y Jacques Philippe Marie Binet, es una identidad para el determinante del producto de dos matrices rectangulares de formas transpuestas (de modo que el producto sea cuadrado y bien definido). Generaliza la declaración de que el determinante de un producto de matrices cuadradas es igual al producto de sus determinantes. La fórmula es válida para matrices con entradas de cualquier anillo conmutativo.

## Declaración
Sea {\displaystyle A} una matriz de {\displaystyle m\times n} y {\displaystyle B} una matriz de {\displaystyle n\times m}. Escribe {\displaystyle [n]} para el conjunto {\displaystyle \{1,...,n\}}, y {\displaystyle {\tbinom {[n]}{m}}} para el conjunto de combinaciones {\displaystyle m} de {\displaystyle [n]} (ej. subconjuntos de tamaño {\displaystyle m}; los cuales son {\displaystyle {\tbinom {n}{m}}} de ellos). Para {\displaystyle S\in {\tbinom {[n]}{m}}}, escribe {\displaystyle A_{[m],S}} para la matriz {\displaystyle m\times m} cuyas columnas sean las columnas de {\displaystyle A} a los índices de {\displaystyle S}, y {\displaystyle B_{S,[m]}} para las matrices {\displaystyle m\times m} cuyas filas sean las filas de {\displaystyle B} a los índices de {\displaystyle S}. Entonces, la fórmula de Cauchy–Binet dice que
{\displaystyle \det(AB)=\sum _{S\in {\tbinom {[n]}{m}}}\det(A_{[m],S})\det(B_{S,[m]}).}
Por ejemplo, tomando {\displaystyle m=2}, {\displaystyle n=3}, y las matrices {\displaystyle A={\begin{pmatrix}1&1&2\\3&1&-1\\\end{pmatrix}}}
y {\displaystyle B={\begin{pmatrix}1&1\\3&1\\0&2\end{pmatrix}}}, la fórmula de Cauchy–Binet dará como determinante:
{\displaystyle \det(AB)=\left|{\begin{matrix}1&1\\3&1\end{matrix}}\right|\cdot \left|{\begin{matrix}1&1\\3&1\end{matrix}}\right|+\left|{\begin{matrix}1&2\\1&-1\end{matrix}}\right|\cdot \left|{\begin{matrix}3&1\\0&2\end{matrix}}\right|+\left|{\begin{matrix}1&2\\3&-1\end{matrix}}\right|\cdot \left|{\begin{matrix}1&1\\0&2\end{matrix}}\right|.}
En efecto {\displaystyle AB={\begin{pmatrix}4&6\\6&2\end{pmatrix}}}, y su determinante es -28, el cual también es {\displaystyle -2\times -2+-3\times 6+-7\times 2}, un valor dado por el lado derecho de la fórmula.

## Casos especiales
Si {\displaystyle n<m}, entonces {\displaystyle {\tbinom {[n]}{m}}} es el conjunto vacío, y la fórmula dice que {\displaystyle det(AB)=0} (su lado derecho es una suma vacía); es cierto que en este caso el rango de la matriz {\displaystyle m\times m}, {\displaystyle AB}, es al menos {\displaystyle n}, lo cual implica que su determinante es cero. Si {\displaystyle n=m}, el caso donde {\displaystyle A} y {\displaystyle B} son matrices cuadradas, {\displaystyle {\tbinom {[n]}{m}}=\{[n]\}} (un conjunto unitario), entonces la suma sólo implica que {\displaystyle S=[n]}, y la fórmula dice que {\displaystyle det(AB)=det(A)det(B)}.
Para {\displaystyle m=0}, {\displaystyle A} y {\displaystyle B} son matrices vacías (pero de diferentes formas si {\displaystyle n>0}), al ser su producto {\displaystyle AB}; la suma incluye un término único {\displaystyle S=\varnothing }, y la fórmula dice que {\displaystyle 1=1}, con ambos lados dados por el determinante de la matriz {\displaystyle 0\times 0}. Para {\displaystyle m=1}, los rangos de suma sobre la colección {\displaystyle {\tbinom {[n]}{1}}} de {\displaystyle n} conjuntos unitarios diferentes tomados de {\displaystyle [n]}, y ambos lados de la fórmula dan {\displaystyle \textstyle \sum _{j=1}^{n}A_{1,j}B_{j,1}}, el producto escalar del par de vectores representados por las matrices. El valor más pequeño de {\displaystyle m} para el cual la fórmula declara una igualdad no trivial es {\displaystyle m=2}.

### Caso n=3
Sean {\displaystyle {\boldsymbol {a}},{\boldsymbol {b}},{\boldsymbol {c}},{\boldsymbol {d}},{\boldsymbol {x}},{\boldsymbol {y}},{\boldsymbol {z}}} y {\displaystyle {\boldsymbol {w}}} vectores tridimensionales.
{\displaystyle {\begin{aligned}1&=1&(m=0)\\{\boldsymbol {a}}\cdot {\boldsymbol {x}}&=a_{1}x_{1}+a_{2}x_{2}+a_{3}x_{3}&(m=1)\\{\begin{vmatrix}{\boldsymbol {a}}\cdot {\boldsymbol {x}}&{\boldsymbol {a}}\cdot {\boldsymbol {y}}\\{\boldsymbol {b}}\cdot {\boldsymbol {x}}&{\boldsymbol {b}}\cdot {\boldsymbol {y}}\end{vmatrix}}&={\begin{vmatrix}a_{2}&a_{3}\\b_{2}&b_{3}\end{vmatrix}}{\begin{vmatrix}x_{2}&y_{2}\\x_{3}&y_{3}\end{vmatrix}}+{\begin{vmatrix}a_{3}&a_{1}\\b_{3}&b_{1}\end{vmatrix}}{\begin{vmatrix}x_{3}&y_{3}\\x_{1}&y_{1}\end{vmatrix}}+{\begin{vmatrix}a_{1}&a_{2}\\b_{1}&b_{2}\end{vmatrix}}{\begin{vmatrix}x_{1}&y_{1}\\x_{2}&y_{2}\end{vmatrix}}\\&=({\boldsymbol {a}}\times {\boldsymbol {b}})\cdot ({\boldsymbol {x}}\times {\boldsymbol {y}})&(m=2)\\{\begin{vmatrix}{\boldsymbol {a}}\cdot {\boldsymbol {x}}&{\boldsymbol {a}}\cdot {\boldsymbol {y}}&{\boldsymbol {a}}\cdot {\boldsymbol {z}}\\{\boldsymbol {b}}\cdot {\boldsymbol {x}}&{\boldsymbol {b}}\cdot {\boldsymbol {y}}&{\boldsymbol {b}}\cdot {\boldsymbol {z}}\\{\boldsymbol {c}}\cdot {\boldsymbol {x}}&{\boldsymbol {c}}\cdot {\boldsymbol {y}}&{\boldsymbol {c}}\cdot {\boldsymbol {z}}\end{vmatrix}}&={\begin{vmatrix}a_{1}&a_{2}&a_{3}\\b_{1}&b_{2}&b_{3}\\c_{1}&c_{2}&c_{3}\end{vmatrix}}{\begin{vmatrix}x_{1}&y_{1}&z_{1}\\x_{2}&y_{2}&z_{2}\\x_{3}&y_{3}&z_{3}\end{vmatrix}}\\&=[{\boldsymbol {a}}\cdot ({\boldsymbol {b}}\times {\boldsymbol {c}})][{\boldsymbol {x}}\cdot ({\boldsymbol {y}}\times {\boldsymbol {z}})]&(m=3)\\{\begin{vmatrix}{\boldsymbol {a}}\cdot {\boldsymbol {x}}&{\boldsymbol {a}}\cdot {\boldsymbol {y}}&{\boldsymbol {a}}\cdot {\boldsymbol {z}}&{\boldsymbol {a}}\cdot {\boldsymbol {w}}\\{\boldsymbol {b}}\cdot {\boldsymbol {x}}&{\boldsymbol {b}}\cdot {\boldsymbol {y}}&{\boldsymbol {b}}\cdot {\boldsymbol {z}}&{\boldsymbol {b}}\cdot {\boldsymbol {w}}\\{\boldsymbol {c}}\cdot {\boldsymbol {x}}&{\boldsymbol {c}}\cdot {\boldsymbol {y}}&{\boldsymbol {c}}\cdot {\boldsymbol {z}}&{\boldsymbol {c}}\cdot {\boldsymbol {w}}\\{\boldsymbol {d}}\cdot {\boldsymbol {x}}&{\boldsymbol {d}}\cdot {\boldsymbol {y}}&{\boldsymbol {d}}\cdot {\boldsymbol {z}}&{\boldsymbol {d}}\cdot {\boldsymbol {w}}\end{vmatrix}}&=0&(m=4)\end{aligned}}}
En el caso que {\displaystyle m>3}, el lado derecho siempre será igual a cero.

## Una demostración simple
La siguiente demostración fue postulada por Terence Tao en 2012, y depende en dos hechos que pueden ser probados de varias formas:
1. Para cada {\displaystyle 1\leq k\leq n} el coeficiente de {\displaystyle z^{n-k}} en el polinomio {\displaystyle \det(zI_{n}+X)} es la suma de los {\displaystyle k\times k} principales menores de {\displaystyle X}.
2. Si {\displaystyle m\leq n} y {\displaystyle A} es una matriz {\displaystyle m\times n} y {\displaystyle B} una matriz {\displaystyle n\times m}, entonces {\displaystyle \det(zI_{n}+BA)=z^{n-m}\det(zI_{m}+AB)}.

Ahora, si comparamos el coeficiente de {\displaystyle z^{n-m}} en la ecuación {\displaystyle \det(zI_{n}+BA)=z^{n-m}\det(zI_{m}+AB)}, el lado izquierdo dará la suma de los menores principales de {\displaystyle BA}, mientras que el lado derecho dará el término constante de {\displaystyle \det(zI_{m}+AB)}, el cual es simplemente {\displaystyle \det(AB)}, que es lo que la fórmula de Cauchy–Binet declara, un ejemplo sería
{\displaystyle \sum _{S\in {\tbinom {[n]}{m}}}\det((BA)_{S,S})=\sum _{S\in {\tbinom {[n]}{m}}}\det(B_{S,[m]})\det(A_{[m],S})=\sum _{S\in {\tbinom {[n]}{m}}}\det(A_{[m],S})\det(B_{S,[m]})=\det(AB).}

## Demostración
Hay varias demostraciones que pueden probar la fórmula de Cauchy–Binet. La demostración de más abajo está basada únicamente en manipulaciones formales, y evita el uso de cada interpretación particular de determinantes, los cuales pueden ser tomados para ser definidos por la fórmula de Leibniz. Sólo su multilinearidad con respecto a las filas y las columnas, y su propiedad alternante (cancelándose en la presencia de filas o columnas iguales) son utilizadas; particularmente, la propiedad multiplicativa de determinantes para matrices cuadradas no es utilizada, pero está más bien establecido (el caso {\displaystyle n=m}). La demostración es válida para anillos de coeficientes conmutativos arbitrarios.
La fórmula puede ser demostrada en dos pasos:
1. utiliza el hecho de que ambos lados son multilineales (más precisamente, {\displaystyle 2m}-lineales) en las filas de {\displaystyle A} y las columnas de {\displaystyle B}, para reducir al caso de que cada fila de {\displaystyle A} y cada columna de {\displaystyle B} tiene sólo una entrada que no es cero, la cual es 1.
2. maneja ese caso utilizando las funciones {\displaystyle [m]\to [n]}, que mapean respectivamente los números de las filas de {\displaystyle A} a los números de las columnas de {\displaystyle B} de su entrada diferente de cero, y los números de las columnas de {\displaystyle B} hacia los números de filas de su entrada diferente de cero.

Para el primer paso, observa que para cada fila de {\displaystyle A} o columna de {\displaystyle B}, y para cada {\displaystyle m}-combinación {\displaystyle S}, los valores de {\displaystyle det(AB)} y {\displaystyle det(A_{[m],S})det(B_{S,[m]})} en efecto dependen linealmente de la fila o columna. Para el último, esto es inmediato desde la propiedad multilineal del determinante; para el anterior hay que además comprobar que tomando una combinación lineal para la fila de {\displaystyle A} o columna de {\displaystyle B} dejando el resto intacto únicamente afecta la fila o columna correspondiente del producto {\displaystyle AB}, y por la misma combinación lineal. Así uno puede trabajar los dos lados de la fórmula de Cauchy–Binet por linealidad para cada fila de {\displaystyle A}, y luego también cada columna de {\displaystyle B}, escribiendo cada una de las filas y columnas como una combinación lineal de los vectores base estándar. Las sumas múltiples resultantes son enormes, pero tienen la misma forma para ambos lados: términos correspondientes incluyen el mismo factor escalar (cada uno es producto de entradas de {\displaystyle A} y {\displaystyle B}), y estos términos sólo difieren al involucrar dos expresiones diferentes en términos de matrices constantes del tipo descrito arriba, cuyas expresiones deberán ser iguales, de acuerdo a la fórmula de Cauchy–Binet. Esto logra la reducción del primer paso.
Concretamente, las múltiples sumas pueden ser agrupadas en dos sumatorias, una sobre todas las funciones {\displaystyle f:[m]\to [n]} que para cada índice de filas de {\displaystyle A} da un índice de columnas correspondiente, y otro sobre todas las funciones {\displaystyle g:[m]\to [n]} que para cada índice de columnas de {\displaystyle B} da como resultado un índice de filas correspondiente. Las matrices asociadas a {\displaystyle f} y {\displaystyle g} son
{\displaystyle L_{f}={\bigl (}(\delta _{f(i),j})_{i\in [m],j\in [n]}{\bigr )}\quad {\text{y}}\quad R_{g}={\bigl (}(\delta _{j,g(k)})_{j\in [n],k\in [m]}{\bigr )}}
donde {\displaystyle \delta } es la delta de Kronecker, y la fórmula de Cauchy–Binet a demostrar se reescribe como
{\displaystyle \sum _{f:[m]\to [n]}\sum _{g:[m]\to [n]}p(f,g)\det(L_{f}R_{g})=\sum _{f:[m]\to [n]}\sum _{g:[m]\to [n]}p(f,g)\sum _{S\in {\tbinom {[n]}{m}}}\det((L_{f})_{[m],S})\det(R_{g})_{S,[m]}),}
donde {\displaystyle p(f,g)} denota el factor escalar {\displaystyle \textstyle (\prod _{i=1}^{m}A_{i,f(i)})(\prod _{k=1}^{m}B_{g(k),k})}. Luego de esto queda probar la fórmula de Cauchy−Binet para {\displaystyle A=L_{f}} y {\displaystyle B=R_{g}} para todo {\displaystyle f,g:[m]\to [n]}.
Para el segundo paso, si {\displaystyle f} falla en ser inyectiva entonces ambas {\displaystyle L_{f}} y {\displaystyle L_{f}R_{g}} tienen dos filas idénticas, y si {\displaystyle g} falla en ser inyectiva entonces ambas {\displaystyle R_{g}} y {\displaystyle L_{f}R_{g}} tienen dos columnas idénticas; en cualquier caso ambos lados de la identidad son cero. Suponiendo ahora que ambas {\displaystyle f} y {\displaystyle g} son mapas inyectivos {\displaystyle [m]\to [n]}, el factor {\displaystyle \det((L_{f})_{[m],S})} en el lado derecho es cero a menos que {\displaystyle S=f([m])}, mientras que el factor {\displaystyle \det((R_{g})_{S,[m]})} es cero a menos que {\displaystyle S=g([m])}. Entonces, si las imágenes de {\displaystyle f} y {\displaystyle g} son diferentes, el lado derecho tiene solo términos nulos, y el lado derecho es también cero, ya que {\displaystyle L_{f}R_{g}} tiene una fila nula (para {\displaystyle i} con {\displaystyle f(i)\notin g([m])}). En el caso restante donde las imágenes de {\displaystyle f} y {\displaystyle g} son las mismas, digamos {\displaystyle f([m])=S=g([m])}, necesitamos probar que
{\displaystyle \det(L_{f}R_{g})=\det((L_{f})_{[m],S})\det(R_{g})_{S,[m]}).\,}
Deja a {\displaystyle h} ser la única biyección en crecimiento {\displaystyle [m]\to S} y {\displaystyle \pi } y {\displaystyle \sigma } las permutaciones de {\displaystyle [m]} de modo que {\displaystyle f=h\circ \pi ^{-1}} y {\displaystyle g=h\circ \sigma }; entonces {\displaystyle (L_{f})_{[m],S}} es la matriz permutación para {\displaystyle \pi }, {\displaystyle (R_{g})_{S,[m]}} es la matriz permutación para {\displaystyle \sigma }, y {\displaystyle L_{f}R_{g}} es la matriz permutación para {\displaystyle \pi \circ \sigma }, y ya que el determinante de una matriz permutación es igual a la signatura de la permutación, la identidad sigue desde el hecho de que las signaturas son multiplicativas.
Utilizando multilinearidad con respecto a ambas las filas de {\displaystyle A} y las columnas de {\displaystyle B} en la demostración no es necesario; uno podría utilizar solo uno de ellos, digamos el primero, y utilizar que el producto de matrices {\displaystyle L_{f}B} consiste ya sea de una permutación de las filas de {\displaystyle B_{f([m]),[m]}} (si {\displaystyle f} es inyectiva), o de que tenga al menos dos filas iguales.

## Relación con la delta de Kronecker generalizada
Como hemos visto, la fórmula de Cauchy–Binet es equivalente a
{\displaystyle \det(L_{f}R_{g})=\sum _{S\in {\tbinom {[n]}{m}}}\det((L_{f})_{[m],S})\det((R_{g})_{S,[m]}),}
donde
{\displaystyle L_{f}={\bigl (}(\delta _{f(i),j})_{i\in [m],j\in [n]}{\bigr )}\quad {\text{y}}\quad R_{g}={\bigl (}(\delta _{j,g(k)})_{j\in [n],k\in [m]}{\bigr )}.}
En términos de la delta de Kronecker generalizada, podemos derivar la fórmula equivalente a la fórmula de Cauchy–Binet:
{\displaystyle \delta _{g(1)\dots g(m)}^{f(1)\dots f(m)}=\sum _{k:[m]\to [n] \atop k(1)<\dots <k(m)}\delta _{k(1)\dots k(m)}^{f(1)\dots f(m)}\delta _{g(1)\dots g(m)}^{k(1)\dots k(m)}.}

## Interpretaciones geométricas
Si {\displaystyle A} es una matriz real {\displaystyle m\times n} entonces {\displaystyle det(AA^{T})} es igual al cuadrado del volumen {\displaystyle m}-dimensional del paralelótopo extendido en {\displaystyle R^{n}} por las filas {\displaystyle m} de {\displaystyle A}. La fórmula de Binet dice que esto es igual a la suma de los cuadrados de los volúmenes que surgen si el paralelepípedo está proyectado ortogonalmente en los planos de coordenadas {\displaystyle m}-dimensionales (de los cuales está {\displaystyle {\tbinom {n}{m}}}).
En el caso {\displaystyle m=1} el paralelótopo es reducido a un vector singular y su volumen es longitud. Esta declaración luego también dice que el cuadrado de la longitud de un vector es la suma de los cuadrados de sus coordenadas; esto es en efecto el caso por la definición de esa longitud, la cual está basada en el teorema de Pitágoras.

## Generalización
La fórmula de Cauchy–Binet puede ser extendida directamente en una fórmula directa para los menores del producto de dos matrices. La idea es que ambas la fórmula para la multiplicación de matrices y la fórmula de Cauchy–Binet para el determinante del producto de dos matrices sean casos especiales a la declaración siguiente sobre los menores del producto de dos matrices.
Supongamos que {\displaystyle A} es una matriz {\displaystyle m\times n}, {\displaystyle B} es una matriz {\displaystyle n\times p}, {\displaystyle I} es un subconjunto de {\displaystyle \{1,...,m\}} con elementos {\displaystyle k} y {\displaystyle J} es un subconjunto de {\displaystyle \{1,...,p\}} con elementos {\displaystyle k}. Entonces
{\displaystyle [\mathbf {AB} ]_{I,J}=\sum _{K}[\mathbf {A} ]_{I,K}[\mathbf {B} ]_{K,J}\,}
donde la suma se extiende sobre todos los subconjuntos {\displaystyle K} de {\displaystyle \{1,...,n\}} con elementos {\displaystyle k}. Esta fórmula es una extensión directa de la fórmula de Cauchy–Binet.